# Officerarnas riksförbund
Officerarnas riksförbund var ett fackförbund för yrkesofficerare som bildades 1981. Det gick 1995 samman med Svenska officersförbundet och bildade Officersförbundet.

## Bakgrund
Officerarnas riksförbund tillkom som ett fackförbund inom TCO, som en konsekvens av den nya befälsordning som skulle införas 1983, då de tre yrkesbefälskårerna, plutonsofficerare, kompaniofficerare och regementsofficerare skulle avskaffas som befälskårer och ett enhetsbefälssystem skapas.

## Bildande
Officerarnas riksförbund bilades genom ett samgående mellan de bägge TCO-förbunden Kompaniofficersförbundet, som representerade kompaniofficerskåren, och Plutonsofficersförbundet som representerade plutonsofficerskåren.

## Samgående
Officerarnas riksförbund gick 1995 samman med SACO-förbundet Svenska officersförbundet och bildade Officersförbundet, som tillhör SACO.